# 甘培源
甘培源（？年—？年），字？，四川省鄰水縣人，附監生，遵豫東事例捐知縣。嘉慶二十一年（1816年）任直隸臨城縣知縣。